# Сагач Вадим Федорович
С́агач Вад́им Ф́едорович — український вчений-патофізолог, доктор медичних наук, професор, член-кореспондент НАН України, завідувач відділом фізіології кровообігу Інституту фізіології імені О. О. Богомольця НАН України.

## Родина
Батько — Сагач Федір Петрович, історик, обіймав посаду проректора  Херсонського педагогічного інституту ім. Н. К. Крупської.
Мати — Головко Акіліна Федотівна, обіймала посаду директора Херсонської школи № 15 (на той момент, єдиної української школи в м. Херсон), учитель біології. Заслужений вчитель України.
Брат — Сагач Станіслав Федорович, інженер кораблебудівник.
У шлюбі з Панченко Людмилою Василівною, має доньку Сагач Вікторію Вадимівну (лікар-педіатр) та онука Адріана.

## Освіта і професійна діяльність
В 1966 році закінчив Ленінградський  медичний інститут. З 1966 по 1967 рік проходив строкову військову служба в  медичному санітарному батальйоні у с.м.т. Печенга,  Мурманської області, де обіймав посаду  лікаря-токсиколога і завідувача приймального відділення.
З 1968 по 1969 рік працював лікарем санітарно-карантинного відділу СЕС в  Херсонському морському порту.
З 1970 по 1973 рік навчався в аспірантурі Інституту фізіології ім. О. О. Богомольця в лабораторії патології кровообігу, де виконував наукову роботу під керівництвом академіка АМН СРСР  М. М. Горєва. В 1974 році захистив кандидатську дисертацію — «Моделювання і гемодинамічна характеристика дистрофічних пошкоджень міокарда». У 1974—1986 роках — молодший, а потім старший науковий співробітник відділу експериментальної кардіології під керівництвом академіка НАН України  О. О. Мойбенка. В 1986 р. захистив докторську дисертацію — «Механізми порушення кардіо- і гемодинаміки імунного ґенезу». З 1 березня 1986 року і по теперішній час завідувач  відділу фізіології кровообігу Інституту фізіології ім. О. О. Богомольця. З 1993 року — професор за фахом «патологічна фізіологія», а в 1995 році — обраний  членом-кореспондентом НАН України за фахом фізіологія людини і тварин. З 1992 по 2015 рік заступник директора з наукової роботи Інституту фізіології ім. О. О. Богомольця.

## Наукова діяльність
В. Ф. Сагач — відомий фахівець у галузі  біохімії,  фізіології та  патологічної фізіології  серцево-судинної системи. Свої перші кроки в науці Вадим Федорович зробив на кафедрі патологічної фізіології під керівництвом відомого патофізіолога Леоніда Рувімовича Перельмана, навчаючись в медичному інституті. В його науковому доробку вперше описана низка невідомих раніше явищ і механізмів функціонування організму та розвитку патологічних процесів. Результатом його ранніх досліджень стала розробка оригінальної моделі локального імуногенного ушкодження тканин міокарда. Були дослідженні механізми імуногенних порушень діяльності серця та розвитку  серцево-судинної недостатності, що супроводжувала інфаркт міокарда імунного походження. Професором Сагачем вперше показано, що розвиток фундаментальних судинних реакцій — реактивної і функціональної гіперемії є ендотелій залежним процесом та зумовлений дією  оксиду азоту (NO). В.Ф Сагач обґрунтував вирішальну роль синтезу оксиду азоту в реалізації фундаментального механізму регуляції скоротливої активності міокарда —  закону Франка-Старлінга.
В останні роки професор Сагач досліджує роль ендогенного  сірководню в реакціях серцево-судинної системи та розвитку її патологічних змін. Показано зменшення його синтезу при  старінні,  артеріальній гіпертензії та збільшення при фізичному тренуванні. Доведено його велике значення у змінах функції серця і судин при цих станах, а також визначна роль у реакції на ішемію-реперфузію і в ефективності закону Франка-Старлінга. Доведено, що кардіо- і васкулопротекторний вплив сірководню зумовлений його здатністю пригнічувати розвиток  оксидативного і  нітрозативного стресу, відкривання мітохондріальної пори, а також відновлювати спряжений стан конститутивної  NO-синтази.
В. Ф. Сагач є автором та співавтором 928 публікацій з яких 2 монографії, 445 статей та 18 патентів, надрукованих у вітчизняних та закордонних наукових виданнях.
Вадим Федорович талановитий педагог і вихователь наукових кадрів, підготував 5 докторів і 21 кандидатів медичних та біологічних наук. Його висококваліфіковані вихованці очолюють кафедри та працюють у провідних лабораторіях США, Великої Британії, Бельгії та Австрії.
З 1995 року — головний редактор одного з провідних наукових журналів України — «Фізіологічного журналу» НАН України, з 2010 — «International Journal of Physiology and of Pathophysiology» (США), член редколегії журналу «Кровообіг та гемостаз». Упродовж 37 років професор В. Ф. Сагач є членом та заступником голови спеціалізованої вченої ради при Інституті фізіології ім. О. О. Богомольця НАН України, 6 років був заступником голови експертної ради ВАК з біологічних наук, 4 роки — членом Президії ВАК України.

## Наукова діяльність за межами України
1995—1996 — дослідження з вивчення ролі оксиду азоту (NO) в механізмі Франка-Старлінга, з професором А. М. Shah, м. Кардіф, Сполучене Королівство Великої Британії та Північної Ірландії.
2000 — дослідження з вивчення впливу анексину II на скоротливу активність і Ca2+ транзієнти ізольованих кардіоміоцитів, з професором E. Lakatta, одним із провідних світових науковців у галузі старіння серцево-судинної системи, м. Балтимор, США.
2001 — дослідження з встановлення впливу водорозчинного  вітаміну Е на реакцію ізольованого серця при ішемії-реперфузії, з професором Claudio Galli, м.Мілан, Італія.

## Педагогічна діяльність
З 1993 року — професор кафедри фізіології  Національного університету ім. Тараса Шевченка, читає лекції із фізіології серцево-судинної системи та основи патологічної фізіології.

## Нагороди
- Державна премія України в галузі науки і техніки 2003 року — за цикл наукових праць «Дослідження фундаментальних механізмів дії оксиду азоту на серцево-судинну систему як основи патогенетичного лікування її захворювань» (у складі колективу).

- Державна премія України в галузі науки і техніки 1996 року — за цикл наукових праць «Роль сполук ендотеліального походження в регуляції кровообігу і діяльності серця» (у складі колективу).

- Премія ім. О.О Богомольця НАН України 1994 року за монографію «Імуногенні порушення діяльності серцево-судинної системи» (у співавторстві).

## Основні наукові публікації

### Статті у рецензованих наукових журналах
- Akopova Olga, Kolchinskaya Liudmila, Nosar Valentina, Mankovska Iryna, Sagach V.F. (2020). Diazoxide affects mitochondrial bioenergetics by the opening of mKATP channel on submicromolar scale. BMC Molecular and Cell Biology. 21, N 31. [1]
- Pepper Chris B., Mebazaa Alexandre, Prendergast Bernard D.,Yang Zhao-Kang, Draper Nick J., Sagach V.F., Shah Ajay M. (2020). Endothelial Regulation of Cardiac Myofilament Responsiveness to Calcium. In book: Endothelial Modulation of Cardiac Function (pp. 185-203). [2]
- Natalya Dorofeyeva, Konstantin Drachuk, Rajasekaran Rajkumar, Sagach V.F. (2020). H 2 S donor improves heart function and vascular relaxation in Diabetes. European Journal of Clinical Investigation. [3]
- NA Dorofeyeva, IP Korkach, OE Kutsyk, Sagach V.F. (2020). Modulation of hydrogen sulfide synthesis improve heart function and endothelium-dependent vasorelaxation in diabetes. Canadian Journal of Physiology and Pharmacology. [4]
- Mys L.A., Strutynska N.A., Goshovska Y.V., Sagach V.F. (2019). Stimulation of the endogenous hydrogen sulfide synthesis suppresses oxidative–nitrosative stress and restores endothelial-dependent vasorelaxation in old rats. Canadian Journal of Physiology and Pharmacology. 98 (5), 275-281. [5]
- Bondarenko Alexander I., Montecucco Fabrizio, Panasiuk Olga, Sagach V.F. , Sidoryak Nataliya, Brandt Karim J., Mach François (2017). GPR55 agonist lysophosphatidylinositol and lysophosphatidylcholine inhibit endothelial cell hyperpolarization via GPR-independent suppression of Na+-Ca2+ exchanger and endoplasmic reticulum Ca2+ refilling Vascular Pharmacology. 89, 39-48. [6]
- Mys L.A., Budko A.Y., Strutynska N.A., Sagach V.F. (2017). Pyridoxal-5-phosphate restores hydrogen sulfide synthes and redox state of heart and blood vessels tissue in old animals. Fiziol. Zhurnal. 63 (1), 3-9

- Akopova Olga, Nosar Valentina, Gavenauskas Bronislav, Bratus Larissa, Kolchinskaya Liudmila, Mankovska Iryna, Sagach V.F. (2016). The effect of atp-dependent potassium uptake on mitochondrial functions under acute hypoxia. Journal of Bioenergetics and Biomembranes. 48, 67-75. [7]
- Akopova Olga, Kotsiuruba Anatoly, Korkach Yulia, Kolchinskaya Liudmila, Nosar Valentina, Gavenauskas Bronislav, Serebrovska Zoya, Mankovska Iryna, Sagach V.F. (2016). The Effect Of NO Donor on Calcium Uptake and Reactive Nitrogen Species Production in Mitochondria. Cellular Physiology and Biochemistry. 39: 193-204. [8]
- Drachuk K.O., Dorofeyeva N.A., Sagach V.F. (2016). The role of hydrogen sulfide in diastolic function restoration during aging. Fiziol. Zhurnal. 62(6), 9-18.

- Dorofeyeva N.A., Kuzmenko M.O., Shimanskaya T.V., Sagach V.F. (2013) Cardiohemodynamics and Efficiency of the Frank-Starling Mechanism in Spontaneously Hypertensive Rats. International Journal of Physiology and Pathophysiology. 4(1), 17-26.

- Bondarenko A.I., Drachuk K.O., Panasiuk O., Sagach V.F., Deak A.T., Malli R. et al. (2013). N‐arachidonoyl glycine suppresses Na+/Ca2+ exchanger‐mediated Ca2+ entry into endothelial cells and activates BKCa channels independently of GPCRs. British Journal of Pharmacology. 169 (4), 933—948

- Sagach V., Bondarenko A., Bazilyuk O., Kotsuruba A. (2006). Endothelial dysfunction: possible mechanisms and ways of correction. Experimental & Clinical Cardiology. 11 (2), 107-10

- Мойбенко О. О., Сагач В. Ф., Ткаченко М. М., Коркушко О. В., Безруков В. В., Кульчицький О. К. та інші (2004). Фундаментальні механізми дії оксиду азоту на серцево-судинну систему як основи патогенетичного лікування захворювань. Фізіол. журнал. 50 (1), 11-30.

- Sagach V.F., Scrosati M., Fielding J., Rossoni G., Galli C., Visioli F. (2002). The water-soluble vitamin E analogue Trolox protects against ischaemia/reperfusion damage in vitro and ex vivo. A comparison with vitamin E. Pharmacological research. 45 (6), 435—439

- Prendergast B.D., Sagach V.F., Shah A.M. (1997). Basal release of nitric oxide augments the Frank-Starling response in the isolated heart. Circulation. 96(4), 1320-29.

- Sagach V.F., Kindybalyuk A.M., Kovalenko T.N. (1992). Functional hyperemia of skeletal muscle: role of endothelium. Journal of Cardiovascular Pharmacology. 20, 170-5.

- Shapoval L.N., Sagach V.F., Pobegailo L.S., (1991). Nitric oxide influences ventrolateral medullary mechanisms of vasomotor control in the cat. Neuroscience Letters. 132 (1), 47-50.

### Монографії
- Мойбенко О. О., Сагач В. Ф. (1992). Иммуногенные нарушения деятельности сердечно-сосудистой системы. — К.: Наукова думка, 202 (рос.)